# 巴特尧
巴特尧，是匈牙利南部巴奇-基什孔州所辖的一个村，总面积33.86平方公里，总人口2239，人口密度66.12人/平方公里（2005年）。地理坐标为46.4833°N 18.9500°E。